# Core & Top Slice
Core & Top Slice stellt ebenso wie Term & Reversion eine Variante eines angelsächsischen Ertragswertverfahrens dar und wird international oft bei der Ermittlung des Marktwertes von Immobilien verwendet.
Beiden Varianten ist gemeinsam, dass in einen relativ sicheren und einen weniger sicheren zukünftigen Zahlungsstrom unterschieden wird, der jedoch im Unterschied zum Discounted Cash Flow-Verfahren (DCF) nicht in Jahresscheiben dargestellt, sondern jeweils als stabil angesehen wird. Core & Top Slice wird häufig angewandt, wenn nach Meinung des Gutachters die zum Zeitpunkt der Wertermittlung vereinbarte Miete über der marktüblichen Miete liegt (so genannter „Overrent“). In diesem Fall bildet die marktübliche Miete als Core Slice den dauerhaft erzielbaren „Kern“ der Mieteinnahmen, während der höhere (über der Marktmiete) liegende Top Slice nur über einen begrenzten Zeitraum (z. B. bis zum Ende der Festmietzeit) zum Ansatz gebracht wird. Bei sachgerechter Handhabung sollten beide Varianten zum gleichen Ergebnis führen.